# Gisberto
Gisberto  è un nome proprio di persona italiano maschile.

## Varianti in altre lingue
- Olandese: Gijsbert[1]
  - Ipocoristici: Gijs[1]
- Polacco: Gizbert
- Tedesco: Gisbert[1]

## Origine e diffusione
Deriva da un nome germanico composto da due elementi, il secondo dei quali è beraht, "brillante", "illustre". Il primo è probabilmente una contrazione di gisil, "pegno", "ostaggio", nel qual caso sarebbe considerabile una variante di Gilberto, ma può anche essere identificato nel gallo-celtico gaiso, "lancia".

## Onomastico
Il nome è adespota, non esistendo alcuna santo chiamato Gisberto, e quindi l'onomastico ricade il 1º novembre, giorno di Ognissanti. Eventualmente si può festeggiarlo anche lo stesso giorno del nome Gilberto, data la possibile origine comune.

## Persone

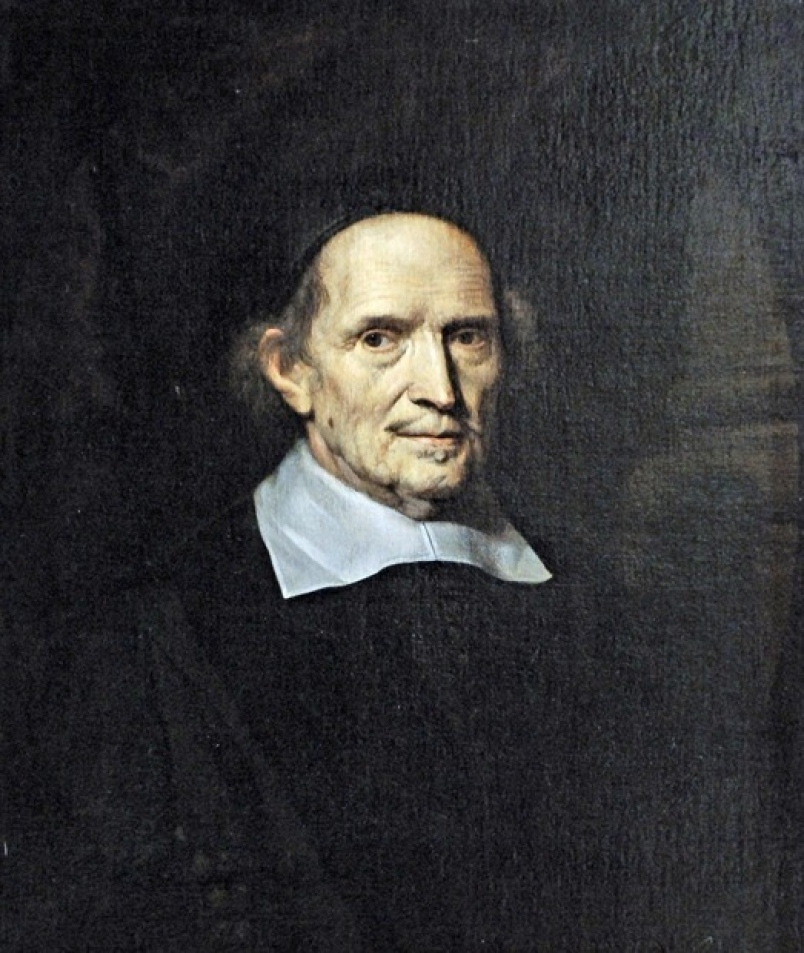
Gisberto Voezio

- Gisberto Ceracchini, pittore italiano
- Gisberto Vecchi, partigiano italiano
- Gisberto Voezio, predicatore e teologo olandese

### Varianti
- Gijsbert d'Hondecoeter, pittore e disegnatore olandese
- Gisbert Haefs, scrittore tedesco
- Gijs Luirink, calciatore olandese
- Gijs van Lennep, pilota di Formula 1 olandese